# Lauchpapageiamadine

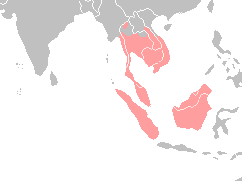
Verbreitungskarte

Die Lauchpapageiamadine (Erythrura prasina) oder Lauchgrüne Papageiamadine ist eine südostasiatische Art aus der Familie der Prachtfinken. Neben der Nominatform wurde 1925 von Edward Charles Stuart Baker die Unterart Erythrura prasina coelica von der Insel Borneo beschrieben.

## Beschreibung
Die Lauchpapageiamadine erreicht eine Körpergröße zwischen 14 und 15 Zentimeter und zählt damit zu den größten Arten unter den Prachtfinken. Der kräftige und im Verhältnis zum Kopf große Schnabel ist von dunkelgrauer Farbe. Die Augen sind schwarz. Die Körperoberseite ist bei beiden Geschlechtern grünlich. Beim Männchen sind Kopf und Kehle blau sowie der Bauch rot. Die einzelnen Farbfelder sind nicht voneinander abgetrennt, sondern gehen ineinander über.
Dem Weibchen fehlt das Blau an Kopf und Kehle. Der Oberkopf und die Kopfseiten sind so grün wie der Rücken, allerdings ist das Grün matter als beim Männchen. Die Körperunterseite ist ockerbräunlich grau. Jungvögel sind insgesamt grünlich grauer als adulte Vögel. Sie haben am Kopf eine rein graue Oberseite. Die Kehle ist grau und die übrige Körperunterseite ist bräunlichweiß. Der Oberschnabel ist dunkel und der Unterschnabel rötlich hornfarben.

## Verbreitung und Lebensweise
Die Lauchpapageiamadine ist in Laos, Thailand, Malaysia, Sumatra, Borneo und Java verbreitet. Über ihre Lebensweise ist noch sehr wenig bekannt. Freilandbeobachtungen wurden nur sporadisch in Höhenlagen über 1.300 Meter gemacht. Reis scheint zumindest in Teilen des Jahres ihre Hauptnahrung darzustellen. Daneben frisst sie Gras- und Bambussamen und vermutlich auch die Sämereien anderer Pflanzen.
Die Brutzeit fällt auf Java in die Regenzeit und findet entsprechend in den Monaten Februar und November statt. Anders als die übrigen Eigentlichen Papageiamadinen zeigt sie eine echte Halmbalz. Dabei hält das Männchen einen Grashalm oder ein Blatt im Schnabel und tanzt vor dem Weibchen, indem es die Laufgelenke abwechselnd beugt und streckt.
Die Lauchpapageiamadine ist ein Freibrüter. Sie baut ihr Nest freistehend im Gebüsch. Dazu verwendet sie schmale Blätter, Pflanzenfasern und Moos. Das Weibchen legt zwischen zwei und sechs Eier. Die Brutdauer beträgt 12 bis 14 Tage. Die Jungvögel verlassen das Nest nach 21 Tagen und sind von Beginn an sehr fluggewandt und geschickt. In den ersten Tagen nach dem Ausfliegen sitzen sie häufig eng nebeneinander auf Ästen. Die arttypische Individualdistanz entwickelt sich erst, wenn die Jungvögel selbständig sind. Die Jugendmauser beginnt im Alter von sechs Wochen und ist mit drei Monaten abgeschlossen.

## Bedeutung als Ziervogel
Der Zeitpunkt der Ersteinfuhr nach Europa ist nicht mehr genau feststellbar. Die Art wurde jedoch bereits 1877 gehalten und 1878 wurde über den Londoner Tiergroßhändler Abrahams eine größere Stückzahl eingeführt. In den Jahren danach war die Art auch in Mitteleuropa häufiger im Handel und zählte bis zum Ersten Weltkrieg sogar zu den am häufigsten importierten asiatischen Prachtfinken. Sie wird auch jetzt noch regelmäßig angeboten und ist teilweise in großen Stückzahlen im Handel.